# Okunîn, Turiisk
Okunîn (în ucraineană Окунин) este un sat în comuna Novosilkî din raionul Turiisk, regiunea Volînia, Ucraina.

## Demografie
Componența lingvistică a localității Okunîn
     Ucraineană (96,99%)
     Rusă (3,01%)
Conform recensământului din 2001, majoritatea populației localității Okunîn era vorbitoare de ucraineană (96,99%), existând în minoritate și vorbitori de rusă (3,01%).